# Rojda Aykoç
Rojda Aykoç (født Kadriye Şenses i Tutun a Misirca, Tyrkiet, 1978) er en kurdisk sanger. Efter at have gennemført folkeskolen i 1991, flyttede hun til Istanbul og begyndte at arbejde og synge i lokale bands sammen med sin bror Çiya. Fra 1993 begyndte hun at arbejde med Navenda Çanda Mezopotamya (Mesopotamia Kultur Center) og Koma Gulên Xerzan musik bands. Hendes musik er påvirket af flere kurdiske sangere, deriblandt Karapetê Xaço, Meyremxan, Ayşe Şan og Merzîye Rezazî. Hun har holdt mange koncerter i Tyskland, Italien, Østrig og Holland.

## Diskografi
1. Ji Bîr Nabin, Koma Xerzan, 1997.
2. Sonda Me, 1997.
3. Rûkena Min, 2005.
4. Sebra Min, 2006.
5. Mem û Zîn
6. Şahiya Stranan
7. Şevbuhêrka Dengbêjan, Roj TV.